# Oberlin (Ohio)
Oberlin – miasto w Stanach Zjednoczonych, w północnej części stanu Ohio.
Liczba mieszkańców w 2000 roku wynosiła 8202. Siedziba Oberlin College.